# Julian Opania
Julian Opania, ps. „Zych” (ur. 30 listopada 1904 w Warszawie, zm. 25 września 1944 tamże) – polski leśnik, urzędnik, porucznik piechoty Wojska Polskiego i Armii Krajowej, uczestnik wojny obronnej, działacz konspiracyjny w okresie II wojny światowej, powstaniec warszawski. Ojciec aktora Mariana Opani, dziadek aktora Bartosza Opani.

## Życiorys
Urodził się 30 listopada 1904 w Warszawie jako syn Jana i Teofili.
W 1925 ukończył Państwowe Gimnazjum im. ks. Adama Czartoryskiego w Puławach i rozpoczął studia na Wydziale Leśnym Szkoły Głównej Gospodarstwa Wiejskiego w Warszawie. Absolwent Szkoły Podchorążych Rezerwy Piechoty w Zambrowie. Od 1935 pracował na stanowisku sekretarza Powiatowego Wydziału Drogowego w Puławach.
W 1939 podczas kampanii wrześniowej był dowódcą kompanii 15 Pułku Piechoty „Wilków”. Brał udział w obronie bazy lotniczej w Dęblinie. Walczył pod Krasnymstawem i Zamościem, gdzie trafił do niewoli niemieckiej. Po ucieczce z oflagu powrócił do Puław podjąwszy pracę jako urzędnik w gminie, a także rozpoczął działalność konspiracyjną w strukturach Związku Walki Zbrojnej. W konspiracji działał jako oficer Armii Krajowej Obwodu Puławy, następnie przeniesiony służbowo do Pułku AK „Baszta”, jako zastępca dowódcy kompanii O-2, po śmierci rozstrzelanego por. Janusza Marszałka. Poszukiwany przez Gestapo w obawie przed aresztowaniem ukrywał się, a w 1943 wyjechał do Warszawy, gdzie pod pseudonimem „Zych” kontynuował działalność konspiracyjną. W styczniu 1944 został przydzielony do batalionu „Olza” wchodzącego w skład pułku „Baszta” pod dowództwem Komendy Głównej Armii Krajowej i objął funkcję dowódcy kompanii O-2.
W pierwszym dniu powstania warszawskiego, 1 sierpnia 1944 zadaniem jego kompanii było przeprowadzenie od strony Królikarni natarcia na koszary niemieckie mieszczące się w budynku szkoły powszechnej przy ul. Woronicza, bronionej przez liczący około stu żołnierzy oddział SS (akcja „Koło”). Ostatecznie ze względu na spóźnioną koncentrację kompanii, która nie stawiła się w komplecie, akcja nie udała się, zaś porucznik „Zych” zmuszony był wycofać się do Lasów Chojnowskich. W nocy z 16 na 17 sierpnia wraz z grupą odsieczy przebił się ponownie na Mokotów. 26 sierpnia 1944 został mianowany dowódcą kompanii O-1.
Zginął 25 września 1944 wskutek upływu krwi, śmiertelnie postrzelony podczas przebiegania przez ulicę Krasickiego.
Początkowo pochowany w Parku Dreszera, po wojnie ekshumowany i pochowany w kwaterze Pułku AK Baszta na cmentarzu Wojskowym na Powązkach (kw. A-26, rząd 6, grób 14).
Osierocił dwóch synów, Wojciecha i Mariana, przyszłego aktora oraz pozostawił żonę Jadwigę, która była więziona przez Gestapo na Zamku w Lublinie.
W latach powojennych jego rodzinie odmówiono renty, uzasadniając: „Jadwidze Opania oraz jej dwóm nieletnim synom odmawia się renty po oficerze Wojska Polskiego, ponieważ służył w formacjach wrogich ustrojowi socjalistycznemu”.
Pośmiertnie odznaczony Krzyżem Srebrnym Orderu Virtuti Militari, Krzyżem Walecznych, Srebrnym Krzyżem Zasługi z Mieczami oraz Warszawskim Krzyżem Powstańczym. Jest patronem jednej z puławskich ulic.

## Odznaczenia
- Krzyż Srebrny Orderu Virtuti Militari
- Krzyż Walecznych
- Srebrny Krzyż Zasługi z Mieczami
- Warszawski Krzyżem Powstańczy